# Арктическая экспедиция Андре (1897)
Полярная экспедиция Андре (швед. Andrées polarexpedition) — экспедиция 1897 года под руководством шведского инженера-естествоиспытателя Саломона Андре с целью достижения Северного полюса на воздушном шаре, завершившаяся гибелью всех её участников.
Андре, имея опыт полётов на воздушных шарах (всего 9, суммарной продолжительностью 40 часов на дистанцию 1500 км), разработал концепцию управляемого полёта над Арктикой, используя паруса для разворота по ветру и гайдропы, волочащиеся по льду. Проект, доложенный в 1895 году Шведской королевской академии наук, предусматривал полёт на дистанцию 3700 км от Шпицбергена до Берингова пролива с экипажем из трёх аэронавтов. Воздушный шар из шёлка был заказан во Франции, но попытка старта летом 1896 года со Шпицбергена, показала, что подъёмная сила его недостаточна, а оболочка пропускает больше газа, чем было предусмотрено расчётами. После доработки не велось серьёзных испытаний аппарата, получившего имя «Орёл»; общественное мнение в Швеции и за её пределами с большим энтузиазмом относились к проекту Андре. Команда стартовала 11 июля 1897 года в составе С. Андре, Нильса Стриндберга и Кнута Френкеля. Планы начальника экспедиции были сразу же сорваны: потеря 530 кг балласта привела к неуправляемому полёту продолжительностью около 65 часов. Из-за туманов и слабых ветров шар подолгу зависал на одном месте, неоднократно ударялся о лёд. 14 июля команда благополучно приземлилась на дрейфующие льды в точке 82° 56' с. ш. и 29° 52' в. д., в 300 км от ближайшей суши. Андре, Стриндберг и Френкель приняли решение идти на мыс Флора. Поскольку сани, перегруженные запасами, были слишком тяжелы, а течение несло исследователей на запад, в августе было решено поменять маршрут и двигаться к Семи островам. Из-за раннего наступления зимы, изломанного льда и частых штормов, 17 сентября Андре, Стриндберг и Френкель добрались до острова Белый, где соорудили ледяную хижину, уничтоженную расколом ледяного поля 2 октября. Последняя отрывочная запись в дневниках группы датированы 17 октября.
В течение 33 лет судьба экспедиции Андре оставалась неизвестной. В августе 1930 года норвежское промысловое судно случайно обнаружило последний лагерь погибших аэронавтов и тела Андре и Стриндберга. После объявления о находке, Швеция организовала поисковую экспедицию, высадившуюся на острове 5 сентября. Обнаружилось много предметов снаряжения, тело Френкеля, палатка и чудом уцелевшие непроявленные фотоплёнки. 5 октября 1930 года тела погибших были доставлены в Стокгольм, где их встречал король Густав V; 9 октября останки Андре, Стриндберга и Френкеля были кремированы без предварительных исследований. Уцелевшие дневники и метеорологические журналы были опубликованы в конце того же года; удалось проявить и напечатать фотографии. Несмотря на множество выдвинутых версий, точная причина гибели аэронавтов не установлена. Несколько десятилетий Андре и его спутники рассматривались как национальные герои или воплощения духа мужественности и патриотизма. С 1960-х годов в художественной литературе, кинематографе, а затем и историографии Андре стал изображаться как дилетант, оказавшийся заложником спонсоров и средств массовой информации. В современной историографии преобладает критический подход.

## Предыстория. План экспедиции

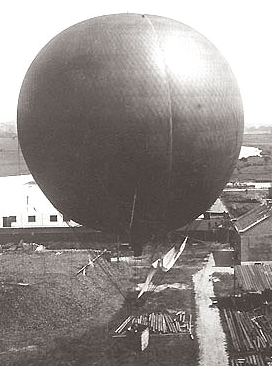
Svea — воздушный шар Андре

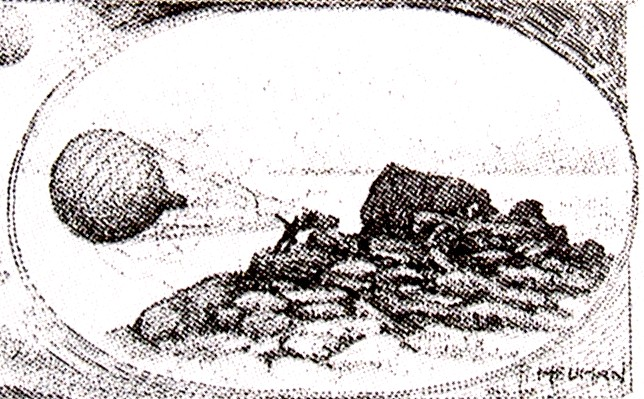
Газетная карикатура изображает Андре, пытающегося удержать нереалистично маленький Svea во время сильного ветра на острове в Балтийском море

Рубеж XIX—XX столетий часто называют «героическим веком» полярных исследований. Неприветливые и опасные Арктика и Антарктика владели воображением эпохи — не как земли с их собственной экологией и культурами, но как вызовы технологической изобретательности человека, его мужеству и смелости.
Швед Саломон Август Андре разделял этот энтузиазм и предложил план, в соответствии с которым ветер должен был перенести заполненный водородом воздушный шар со Шпицбергена через Северный Ледовитый океан в Берингов пролив, приземлившись при этом на Аляске, Канаде или России и пройдя по пути рядом или даже прямо над Северным полюсом. Андре был инженером в патентном бюро в Стокгольме и отличался страстью к воздухоплаванию. Он купил свой воздушный шар Svea в 1893 году и совершил на нём девять полётов, поднимаясь из Гётеборга или Стокгольма. Их суммарная протяженность составила 1500 км. В тех местах преобладали западные ветра, поэтому Svea нередко неудержимо сносило в Балтийское море, а корзину волочило опасно низко над поверхностью воды, или же она падала на один из множества скалистых островков Стокгольмского архипелага. Однажды шар унесло через Балтику в Финляндию. Маршрут самого долгого его полёта пролег на восток из Гётеборга через всю Швецию и по Балтийскому морю к Готланду. Несмотря на то, что Андре видел маяк и услышал крики с Эланда, он был убеждён, что путешествовал над землёй и видел лишь озёра.
Андре изобрёл технику пилотирования шара с помощью гайдропов — канатов, которые свисают с корзины воздушного шара и волочатся по земле, замедляя его движение. Эта техника не даёт летательному аппарату, который легче, чем воздух, лететь с той же скоростью, что и ветер, — ситуация, которая делает управление парусом невозможным. Трение канатов должно было замедлить воздушный шар до появления эффекта паруса (помимо вращения шара вокруг его оси). Андре проверил эту технику во время нескольких полётов Svea и хотел воспользоваться ей для путешествия к Северному полюсу. Он утверждал, что с гайдропом его Svea по существу стал дирижаблем, что опровергается современными воздухоплавателями. Шведская ассоциация воздухоплавания выводит следующие причины для подобной убеждённости: Андре принимал желаемое за действительное, ветра были слишком изменчивы, и к тому же большую часть времени он находился в облаках и имел смутное представление о том, где находится или по какому пути перемещается. Кроме того, его гайдропы постоянно цеплялись бы, падали, спутывались друг с другом или застревали бы в земле, что могло привести к тому, что воздушный шар, обычно летавший на небольшой высоте, резко тянуло вниз, к земле. Никто из современных исследователей Андре не считал гайдропы хорошим методом для управления полётом воздушного шара.

## Продвижение и сбор средств

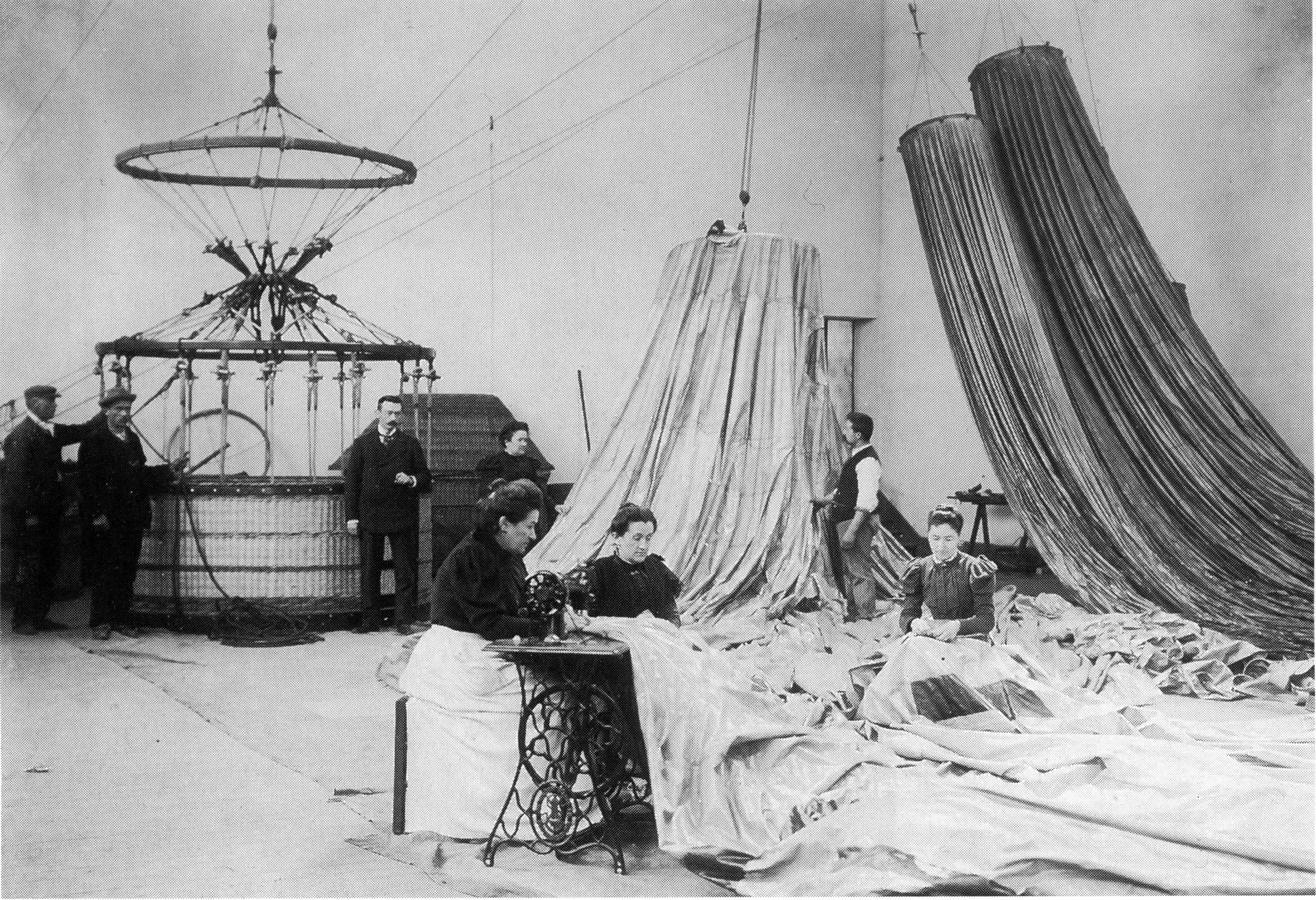
Воздушный шар Андре был изготовлен в мастерской Анри Лашамбра в Париже

В конце XIX столетия арктические амбиции Швеции были всё ещё не реализованы, в то время как соседняя и политически зависимая от неё Норвегия стала мировой державой в исследованиях Арктики за счёт таких первопроходцев, как Фритьоф Нансен. Шведская политическая и научная элита стремилась к тому, чтобы Швеция была наиболее инициативной среди скандинавских стран, и Андре, убедительный оратор и сборщик денег, легко получил поддержку.
В 1895 году Андре зачитал свои идеи в Королевской шведской академии наук, взволновав ими аудиторию географов и метеорологов. Полярный воздушный шар для исследований, как он объяснил, должен будет отвечать четырём условиям:
- у него должна быть достаточная грузоподъёмность, чтобы нести трёх человек и всё их научное оборудование, новейшие камеры для аэрофотосъёмки, провизию на четыре месяца и балласт, — в целом, приблизительно 3000 килограммов.
- он должен удерживать газ достаточно хорошо, чтобы оставаться в воздухе в течение 30 дней.
- водород должен быть произведён, а воздушный шар заполнен им на арктической стартовой площадке.
- он должен быть в какой-то мере управляемым.

Андре составил полный оптимизма отчёт, согласно которому все эти требования могли быть быстро и легко удовлетворены. Во Франции, по его утверждению, строились большие и наиболее герметичные воздушные шары. Некоторые французские воздушные шары оставались заполненными водородом больше года без заметной потери плавучести. Для заполнения воздушного шара на стартовой площадке можно было использовать мобильные устройства производства водорода; в вопросе рулевого управления он полагался на свои собственные эксперименты с гайдропами на Svea, заявляя, что с ними он мог достигать уклонения в пределах в 27 градусов от направления ветра и автоматически удерживать шар на высоте 150—200 метров.
Андре заверил аудиторию, что арктическая летняя погода прекрасно подходила для воздухоплавания. Во время полярного дня можно вести наблюдения круглые сутки, что вдвое сокращает время путешествия, и обходиться без постановки на якорь ночью, что довольно опасно. К тому же ночные холода не могли оказать никакого негативного влияния на плавучесть воздушного шара. Техника управления полётом с помощью гайдропов была особенно хорошо приспособлена к ледяной поверхности, которая «испытывала низкое трение и была свободна от растительности». Минимальные осадки не представляли угрозы пригибания воздушного шара; если, против ожидания, дождь или снег действительно попадёт на воздушный шар, то, как утверждал Андре, «осадки при температурах выше ноля будут таять, а осадки при температурах ниже нуля сдует, поскольку воздушный шар будет плыть более медленно, чем ветер».
Аудитория была убеждена этими аргументами, довольно далекими от реальности: арктических летних штормов, туманов, высокой влажности и вездесущей угрозы образования ледяных наростов. Академия одобрила Андре смету расходов на общую сумму 130 800 крон, что по сегодняшним меркам составляет примерно миллион долларов США. Самая большая сумма, 36 000 крон, была отведена для покупки воздушного шара. После одобрения академии начался сбор средств для проекта Андрэ, который возглавили шведский король Оскар II, лично внёсший 30 000 крон, изобретатель динамита и учредитель Нобелевской премии Альфред Нобель и известный полярный меценат барон Оскар Диксон.
Появился также значительный международный интерес к экспедиции. И европейской, и американской публике, читающей газеты, был любопытен предмет проекта, который казался столь же современным и научным, как книги автора той же эпохи Жюля Верна. Пресса раздувала интерес широким диапазоном предсказаний — от верной гибели исследователей до безопасного и удобного полёта воздушного шара («модернизированного» репортёрами до «дирижабля») через Северный полюс в порядке, запланированном парижскими экспертами и шведскими учёными.
В массовой прессе была распространена вера в ученых и науку, но с вниманием международного сообщества пришла также первая обоснованная критика. Андре был первым шведским воздухоплавателем, ни у кого в его стране не имелось необходимых знаний, чтобы подтвердить или опровергнуть его выводы о плавучести или гайдропах; но в Германии и Франции существовали давние традиции воздухоплавания, там жило много гораздо более опытных воздухоплавателей, чем Андре, и некоторые из них выражали скептицизм касательно его методов и изобретений.
Однако, так же как и неудачные опыты со Svea, никакие возражения не могли поколебать оптимизм Андре. Нетерпеливо преследуемый национальными и международными СМИ, он начал переговоры с известным воздухоплавателем и производителем воздушных шаров Анри Лашамбром в Париже, мировой столице воздушных шаров, и заказал у его мастерской лакированный шёлковый воздушный шар из трёх слоёв, объёмом почти в 5000 м3, 20.5 метра (67 футов) в диаметре. В гондоле, сплетённой из ротанга, известного своей упругостью, оборудовано было рабочее, оно же спальное отделение, а также фотолаборатория.
Воздушный шар, первоначально названный Le Pôle Nord  («Северный полюс» по-французски), позже был переименован в Örnen («Орёл» по-шведски).

## Попытка 1896 года
Андре запланировал пробный полёт на 1896 год, и в добровольцах для его команды не было недостатка. Он выбрал опытного арктического метеорологического исследователя, Нильса Густафа Экхолма (1848—1923), который был его начальником во время геофизических экспедиций на архипелаг Шпицберген в 1882—1883 годах, и Нильса Стриндберга (1872—1897), блестящего студента, который делал оригинальные исследования по физике и химии.
Главная научная цель экспедиции состояла в том, чтобы картографировать местность посредством аэрофотосъёмки. Стриндберг был и преданным своему делу фотографом-любителем, и квалифицированным конструктором современных фотокамер. Эта команда обладала многими полезными научно-техническими навыками, но испытывала недостаток в физических умениях и мало знала о выживании в полярных условиях. Все три члена экспедиции были домоседами, и только один, Стриндберг, был молод. Андре ожидал, что будет путешествовать, просто сидя в корзине воздушного шара, поэтому сила и навыки выживания были не первыми пунктами в его списке требований к кандидатам.
Все современные эксперты соглашаются, что план достижения Северного полюса, предложенный Андре, была нереалистичен. Он полагался на ветры, дующие более или менее в том направлении, которым он хотел пойти, на возможность точно настроить управление полётом посредством гайдропов на воздушном шаре, достаточно герметичном, чтобы оставаться в воздухе в течение 30 дней, и на то, что никакой лёд или снег не будет прилипать к воздушному шару, опуская его к земле.
7 июня 1896 года экспедиция стартовала из Гётеборга на пароходе «Дева» и 21 июня достигла острова Данскёйа (Датский) на северо-западе Шпицбергена. После двух дней изучения местности они нашли подходящее место и начали строить ангар для воздушного шара. Дальнейшие приготовления заняли несколько недель, поэтому воздушный шар был готов взлететь только 1 августа. Однако ветер постоянно дул с севера, и после того, как ситуация не изменилась, к 16 августа попытки были прекращены. Водород был снова выпущен, экспедиция отплыла домой 20 августа.
Теперь известно, что в Данскёйа следовало ожидать северного ветра, но в конце XIX столетия знания об арктическом потоке воздуха и осадках существовали только как оспариваемые академические гипотезы. Даже у Экхольма, исследователя арктического климата, не было никакого опровержения для теории Андре о направлении ветра. Данных наблюдений тогда попросту не существовало.
Экхольм критически относился к способности воздушного шара сохранять в себе водород. Проверка плавучести Экхольмом летом 1896 года, во время производства водорода и перекачки его в воздушный шар, убедила его, что утечка из воздушного шара слишком велика даже для того, чтобы достигнуть полюса, не говоря уже о продолжении полёта в Россию или Канаду. Больше всего газа уходило из приблизительно восьми миллионов крошечных отверстий вдоль казавшихся герметичными швов на склеенных полосах шёлка и в местах применения специального лака секретной формулы. Воздушный шар терял 68 килограммов (150 фунтов) подъёмной силы в день, и, принимая во внимание его тяжёлый груз, Экхольм оценил, что он будет в состоянии держаться в воздухе в течение самое большее 17 дней, а не 30. Когда пришло время отправляться домой, он предупредил Андре, что в следующей попытке, намеченной на лето 1897 года, он не ступит на борт, если только не будет куплен более прочный, лучше запечатанный воздушный шар.
Андре сопротивлялся критическим замечаниям Экхольма, доходя даже до обмана. Уже на корабле, идущем со Шпицбергена, Экхольм получил от главного инженера водородной фабрики объяснение некоторых аномалий, которые он заметил в своих измерениях: Андре время от времени тайно заказывал дополнительную дозаправку воздушного шара водородом.

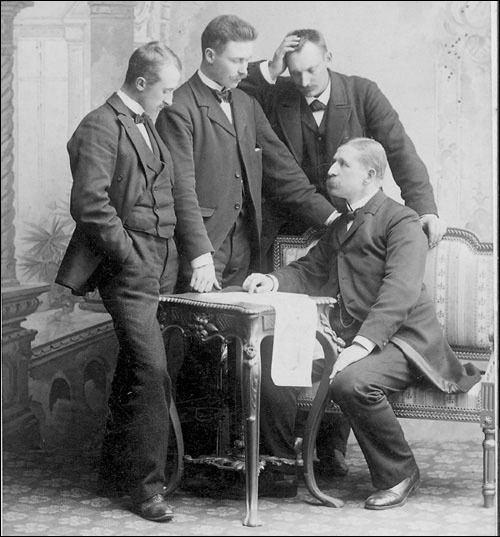
Новый экипаж 1897 года, слева направо: Вильгельм Сведенборг, Нильс Стриндберг, Кнут Френкель, Саломон Андре

Причины такого самоубийственного поведения неизвестны. Несколько современных авторов, следуя портрету Андре, описанному Сундманом в его полудокументальном романе «Полет инженера Андре» (1967), предполагали, что Андре к этому времени стал заложником своей собственной успешной кампании по сбору финансирования. Спонсоры и СМИ следили за каждой задержкой, отмечали каждую неудачу и требовали результатов. В Стокгольме и Гётеборге Андре, Стриндберга и Экхольма провожали в путь радостные толпы, но теперь все их надежды должны были окончиться ничем из-за долгого ожидания южных ветров на Данскёйа. Особенно заметен был контраст между Нансеном, который как раз в то время со славой вернулся из дерзкой и хорошо спланированной экспедиции на судне «Фрам», и Андре, который никак не мог даже начать своё собственное разрекламированное путешествие. Андре, теоретизирует Сундман, не мог в этот момент допустить, чтобы в печать попало сообщение о том, что он не только не знает, в какую сторону дует ветер, но ещё и неверно оценил объём воздушного шара и теперь ему нужен другой.
После того как запуск 1896 года был отменён, энтузиазм среди желающих присоединиться ко второй попытке в 1897 году был не так высок. Однако кандидаты всё ещё имелись, и Андре выбрал на замену Экхольму 27-летнего Кнута Френкеля. Френкель был инженером-строителем с севера Швеции, атлетом и любителем долгих горных походов. Его явно взяли в экспедицию специально, чтобы он взял на себя метеорологические наблюдения Экхольма, и, несмотря на недостаток в теоретических и научных знаниях по сравнению с ним, Френкель справлялся с этой задачей эффективно. Его метеорологический журнал позволил со значительной точностью восстановить передвижение членов экспедиции в течение их последних нескольких месяцев.

## Полёт 1897 года

### Запуск, полёт и посадка

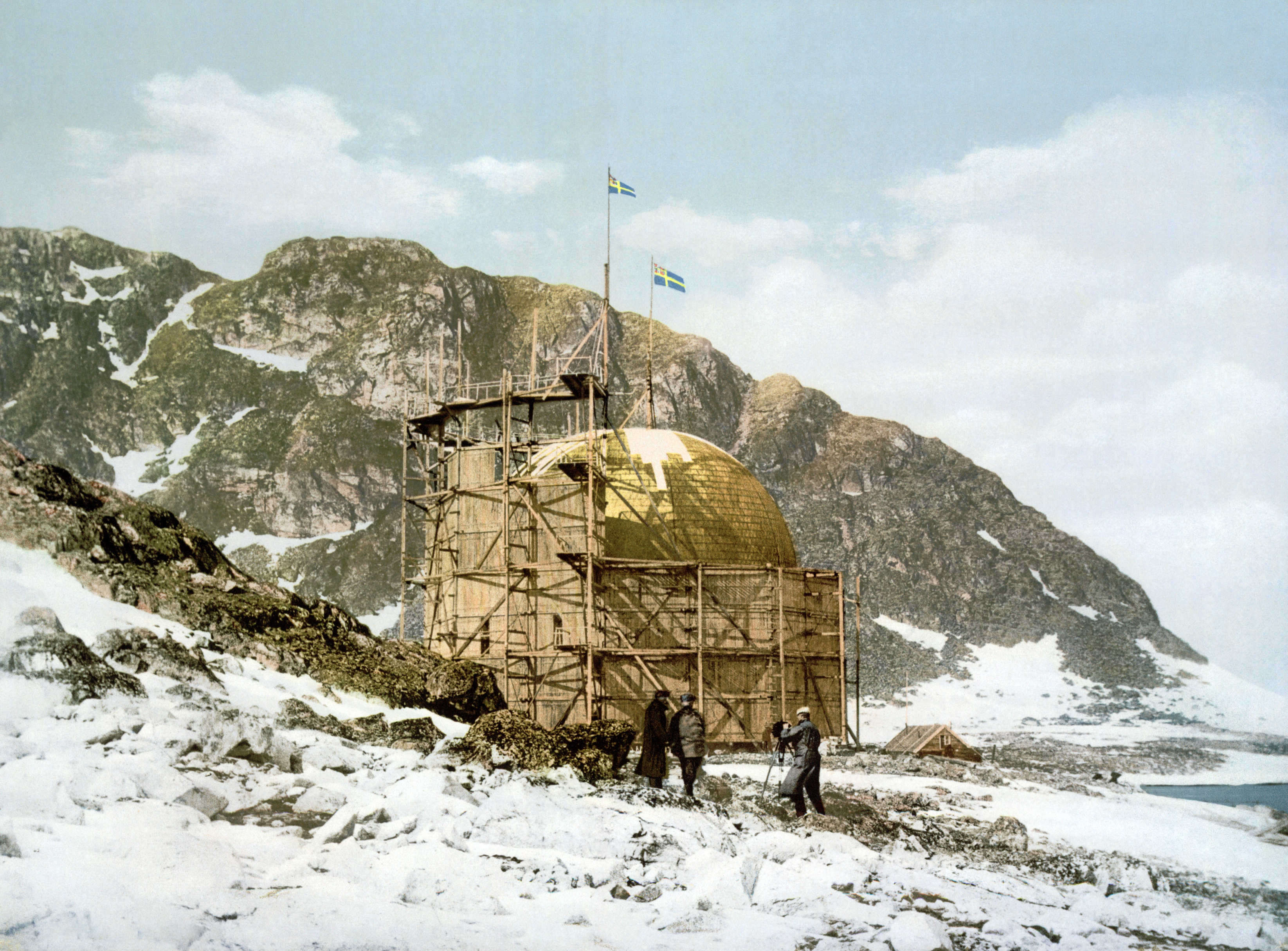
Станция на Шпицбергене, с фотохромного отпечатка конца XIX века

В следующем году 18 мая 1897 года экспедиция на двух кораблях HMS «Svensksund» и SS «Virgo» («Дева») вышла из Гётеборга.
Прибыв 30 мая 1897 года на остров Датский, экспедиция обнаружила, что ангар для воздушного шара, построенный за год до этого, выдержал зимние метели. Ветра также стали более благоприятны. Теперь, когда критически настроенного, авторитетного в своей области ученого Экхольма, который был старше Андре, сменил 27-летний энтузиаст Френкель, Андре стал более полновластным лидером. По его расчётам, расстояние от Шпицбергена до полюса, равное примерно 1200 км, аэростат должен был покрыть за двое суток, затем примерно за четверо суток предполагалось долететь до берегов Сибири или Северной Америки и высадиться там.
11 июля, при устойчивом юго-западном ветре, путешественники демонтировали доски верхней части ангара и поднялись в уже загруженную корзину. В последнюю минуту Андре продиктовал одну телеграмму, адресованную королю Оскару, и другую — газете Aftonbladet, владельцу печатных прав на освещение экспедиции.

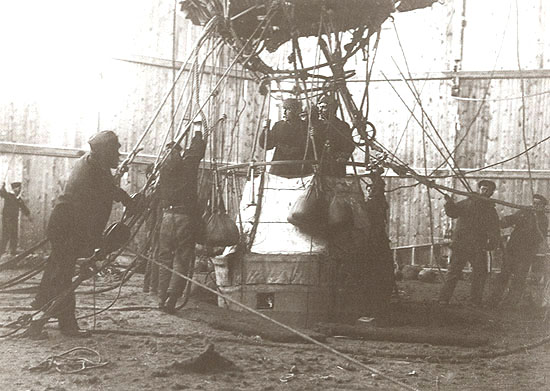
Исследователи за минуты до взлета 11 июля

Многочисленные члены команды поддержки перерезали последние верёвки, держащие воздушный шар, и он стал медленно подниматься. Подъём воздушного шара был задокументирован фотографически немецким журналистом и полярным исследователем Теодором Лернером.
Шар двигался низко над водой, и его до сих пор тянуло вниз трением нескольких сотен метров длинных гайдропов о землю, что приближало корзину к воде. Трение также перекручивало верёвки, отделяя их от креплений. Эти крепления были новой частью системы безопасности, которую Андре неохотно был вынужден добавить, чтобы зацепившиеся за землю верёвки легче было удалить. Большинство из них сразу отвинтилось, и 530 килограммов (1170 фунтов) верёвки было потеряно, в то время как три исследователя одновременно выбросили 210 килограммов песка за борт, чтобы поднять корзину подальше от воды. За первые несколько минут были, таким образом, потеряны 740 килограммов (1630 фунтов) существенного веса. Ещё до отхода от стартовой площадки «Орёл» превратился из предположительно управляемого воздушного судна в обычный водородный воздушный шар с несколькими верёвками, свисающими с него, и оказался во власти ветра, без возможности направления к конкретной цели и со слишком маленьким количеством балласта. Облегчённый, он поднялся на 700 метров (2300 футов) в воздух. Эта высота для него и не предполагалась, а более разреженный воздух ещё сильнее ускорил утечку водорода через восемь миллионов небольших отверстий.

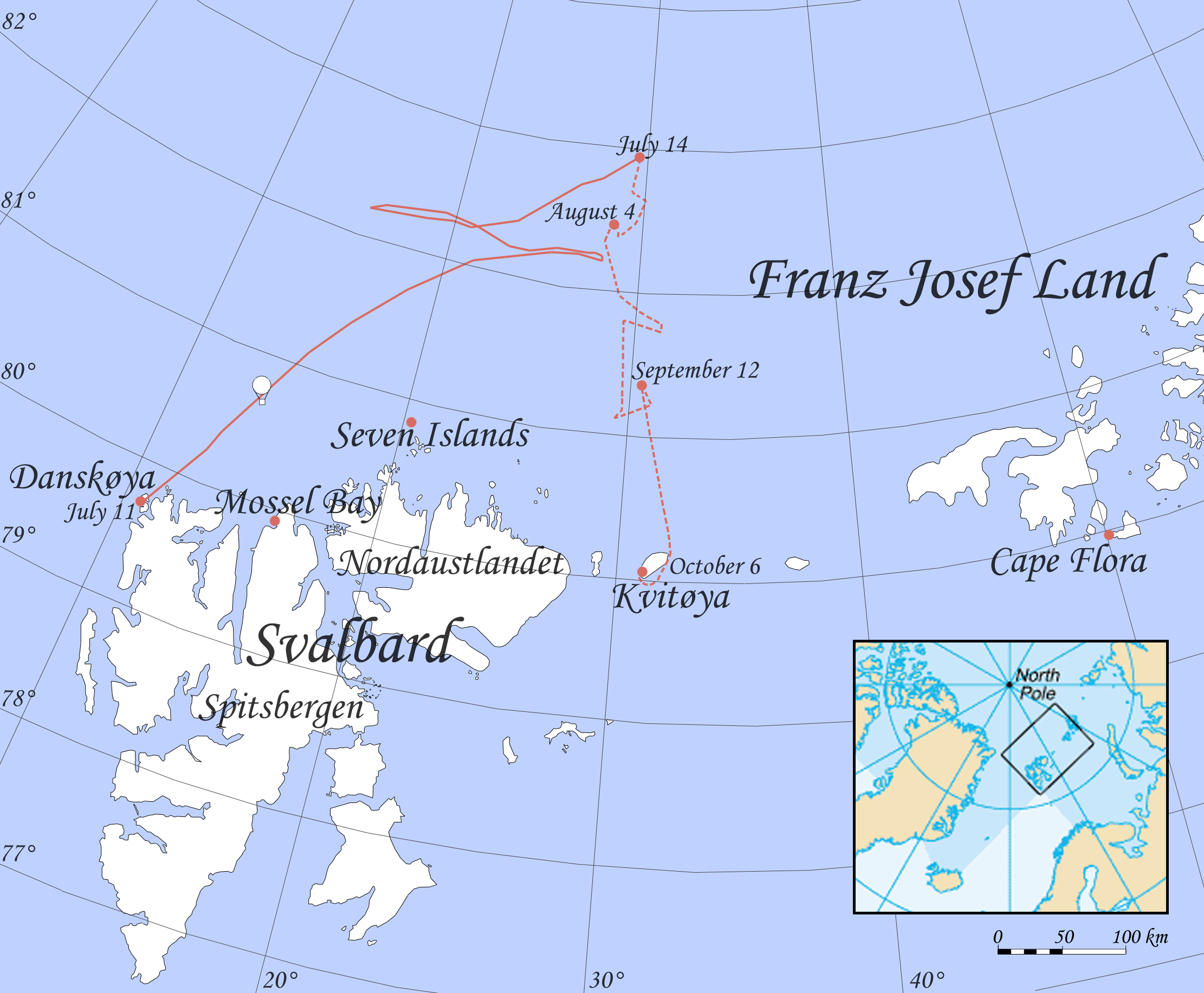
Маршрут экспедиции 1897 года от острова Датский (Danskøya) до острова Белый (Kvitøya).

У воздушного шара было два средства сообщения с внешним миром — буи и почтовые голуби. Буи, стальные цилиндры, заключённые в кожух, нужно было выбрасывать из воздушного шара в воду или на лёд, чтобы течения принесли их в населённые места. За все время нашлось лишь два буя с посланиями. Первый буй был выброшен Андре 11 июля, спустя несколько часов после взлёта, и содержал следующий текст: «Наше путешествие все ещё продолжается. Мы проплываем в высоте приблизительно 250 м, сначала N 10° на восток, позже N 45° на восток. […] восхитительная погода. Дух на высоте». Второй был выброшен час спустя и сообщал о высоте в 600 метров. Aftonbladet снабдила экспедицию голубями, выведенными в северной Норвегии, с надеждой, что им удастся туда вернуться. Цилиндрики с сообщениями, заранее подготовленные для птиц, содержали инструкции на норвежском языке, чтобы нашедший передал их на адрес газеты в Стокгольме. Андре выпустил по крайней мере четырёх голубей, но только один из них был обнаружен норвежским пароходом, к которому голубь подлетел и был быстро застрелен. Его сообщение датировалось 13 июля и информировало о направлении путешествия в тот момент с припиской «На борту все хорошо». (Полный текст: «Полярная экспедиция Андре в „Aftonbladet“, Стокгольм. 13 июля, 12:30, в 82 градусах северной широты, 15 градусов 5 минут восточной долготы. Хорошо летим в восточном направлении, в 10 градусах к югу. На борту все хорошо. Это — третье сообщение, посланное голубем. Андре»).

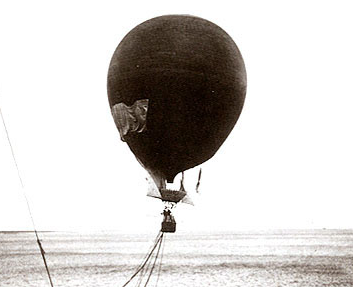
Плывущий на север «Орёл» сфотографирован с парохода «Virgo» («Дева»)

Линдстрём и другие отмечают, что все три сообщения не упоминали ни инцидент при взлёте, ни всё более и более отчаянное положение, которое описывалось в главном дневнике Андре. Воздушный шар потерял равновесие, летел слишком высоко и, таким образом, терял водород даже быстрее, чем опасался Нильс Экхольм, неоднократно высказывавший опасения о возможности падения на лед. Шар впитал дождь и начал опускаться («капает влага», — пишет Андре в дневнике), и весь песок и часть полезного груза выбросили за борт, чтобы сохранить шар в воздухе.
Свободный полёт продлился 10 часов и 29 минут, ещё 41 час шар то поднимался, то опускался, часто соприкасаясь с грунтом, пока путешествие не завершилось неизбежной катастрофой. Таким образом, в общей сложности «Орёл» парил в течение 2 дней и 3½ часов, и в течение этого времени, согласно Андре, никто на борту не спал. Вынужденное приземление, судя по всему, было мягким. Все остались невредимы, включая почтовых голубей в плетёных клетках, и всё оборудование уцелело, даже тонкие оптические инструменты и две камеры Стриндберга.

### Пешком по льду

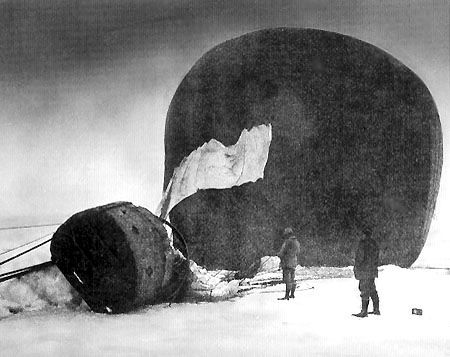
Потерпевший крушение «Орёл»

С того момента 14 июля, как три исследователя приземлились, узкоспециализированная картографическая камера Стриндберга, предназначавшаяся для картографирования с воздуха, стала вместо этого средством записи повседневных событий посреди льдов, постоянных опасностей и тягот похода. За три месяца, что они провели на паковом льду, Стриндберг сделал приблизительно 200 фотографий на эту 7-килограммовую камеру. Одна из самых известных — снимок Андре и Френкеля, рассматривающих упавший «Орёл». Андре и Френкель также вели тщательный учёт всех событий и своего географического положения, Андре в «главном дневнике», Френкель в метеорологическом журнале. Собственный стенографический дневник Стриндберга был намного более личным в содержании и включал его размышления об экспедиции в целом, так же как несколько сообщений для его невесты Анны Шарлье.

Френкель (слева) и Стриндберг с первым белым медведем, снятым исследователями

На «Орле» имелось оборудование для выживания, такое, как оружие, снегоступы, сани, лыжи, палатка, маленькая лодка (хранившаяся в виде пучка изогнутых палок, которые нужно было собрать и покрыть шёлком воздушного шара), причём большая часть находилась не в корзине, а в месте для хранения, устроенном выше кольца воздушного шара. Все эти вещи не учитывали методы северных народов, приспособленных к экстремальным условиям окружающей среды. В этом Андре контрастировал не только с поздними, но и со многими более ранними исследователями. Свен Люндстрём указывает на мучительные дополнительные усилия, которые понадобились лишь потому, что сани, спроектированные Андре, имели жёсткую конструкцию, в отличие от инуитских саней, и были совершенно непригодны для этой местности — «ужасный ландшафт», как называет её Андре, — с её каналами, разделяющими плавучие льдины, высокими торосами и частично скованными льдом водоёмами. Их одежда не включала меховые изделия и состояла из шерстяных пальто, брюк и штормовок. Исследователи постоянно мокли и не могли высохнуть из-за луж незамерзшей воды на льду и туманного влажного воздуха, типичного для арктического лета. Одежду они сушили главным образом на себе. Опасность была всюду, поскольку потеря провизии, привязанной к одним из неудобных саней, означала верную смерть, и нужно было очень осторожно перебираться через каналы, где сани могли бы утонуть.

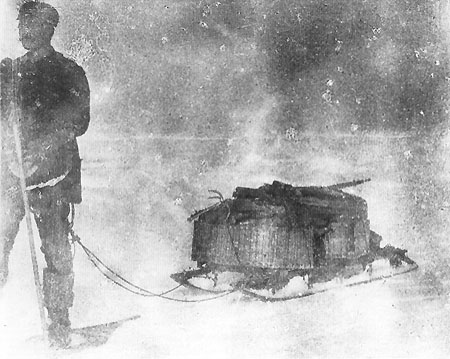
Стриндберг на снегоступах с тяжело нагруженными, непрактичными санями

Прежде чем начать марш через «ужасный ландшафт», трое мужчин провели неделю в палатке на месте крушения, упаковывая снаряжение и принимая решение о том, что и сколько взять с собой, и куда пойти. О далеком Северном полюсе речи и быть не могло, выбор лежал между двумя заранее созданными складами еды и боеприпасов, один на мысе Флора на острове Нортбрук в архипелаге Земля Франца-Иосифа, другой в группе Семи островов у Шпицбергена. Сделав вывод из своих неточных карт, что расстояние до них примерно равное, они решили попробовать дойти до большего склада на Нортбруке. В течение этой недели Стриндберг сделал больше снимков, чем в любом последующем месте маршрута, в том числе 12 кадров, которые составляли 360-градусную панораму места крушения.
Воздушный шар перевозил много видов еды, более приспособленных к путешествию на воздушном шаре, чем для путешествий пешком. Андре рассудил, что лишнюю еду можно было бы сбросить за борт, как песок, если бы понадобилось уменьшить массу шара, а если бы это не потребовалось, то еда пригодилась бы в случае вынужденной зимовки в арктической пустыне. Поэтому на шаре было меньше балласта и больше — тяжелой провизии, общим весом 767 килограммов (1690 фунтов), включая 200 литров воды и несколько ящиков шампанского, портвейна, пива и так далее, пожертвованных спонсорами и производителями. Был также лимонный сок, хотя и не в таком большом количестве, как обычно брали другие полярные исследователи для профилактики цинги. Большая часть еды была в форме банок пеммикана, мяса, колбас, сыра и сгущённого молока. Часть этого была фактически выброшена за борт. При отходе с места крушения трое мужчин взяли большую часть оставшегося провианта с собой, наряду с другими необходимыми предметами, такими, как оружие, палатка, боеприпасы и кухонные принадлежности, так что на каждые сани пришлось более чем 200 килограммов груза. Это было слишком много, сани грозили сломаться, а людям пришлось тащить избыточный груз. По прошествии одной недели большая груда еды и не самого важного оборудования была оставлена позади, снизив нагрузку до 130 кг на каждые сани. К этому времени охота ради еды стала необходимостью. На всём протяжении марша члены экспедиции убивали из ружей и поедали тюленей, моржей и особенно белых медведей.

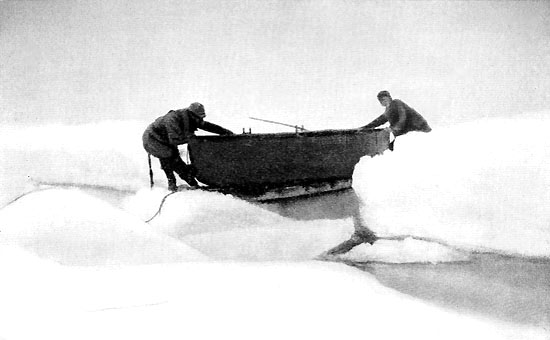
Пересечение пролива на лодке, обтянутой шёлком воздушного шара

Отправившись к Земле Франца-Иосифа, на юго-восток, 22 июля, трое исследователей вскоре обнаружили, что их борьба со льдом и торосами едва ли делала цель хоть немного ближе: лед дрейфовал в противоположном направлении, перемещая их назад. 4 августа они после долгого обсуждения решили идти к Семи островам, на юго-запад, надеясь с помощью течения достигнуть склада после шести- или семинедельного перехода. Ландшафт в том направлении был по большей части чрезвычайно трудным, так что иногда приходилось даже ползти на четвереньках, но им повезло найти открытую воду — небольшая лодка (не разработанная Андре) оказалась, очевидно, функциональным и безопасным транспортом — где плавали гладкие и плоские льдины. «Рай!» — написал Андре. — «Есть даже большие плавучие льдины с бассейнами свежей питьевой воды, и тут и там молодые белые медведи с нежным мясом!» Они значительно продвинулись в направлении своей цели, но потом ветер прекратился, и они снова начали перемещаться назад, в сторону от Семи островов. В ближайшие недели ветер поменялся с юго-западного на северо-западный. Исследователи попытались безуспешно преодолеть его, отклоняясь всё более к востоку, но становилось ясно, что склад Семи островов остался вне досягаемости.
12 сентября исследователи смирились с зимовкой на льду и расположились лагерем на большой плавучей льдине, позволив льду нести их, куда угодно, что, как пишет Кёльстрём, «он и делал всё это время». Лёд быстро дрейфовал на юг к острову Белый, который они впервые увидели 15 сентября. Они поспешно построили для защиты от нарастающего холода зимний «дом» со стенами, сделанными по проекту Стриндберга из укреплённого водой снега. Наблюдая скорость дрейфа, Андре сделал запись, где выразил надежду, что они могут отойти достаточно далеко на юг, чтобы прокормить себя полностью за счёт моря. Однако 2 октября плавучая льдина начала трескаться непосредственно под хижиной из-за возрастающей нагрузки при столкновении с островом Белый, и они были вынуждены перенести свои запасы на сам остров, что заняло несколько дней. «Боевой дух остаётся высоким», — сообщает Андре в самом конце разборчиво написанной части своего дневника, который заканчивается так: «С такими товарищами любой сможет справиться с практически любыми возможными обстоятельствами».
Перебравшись на остров 5 октября, участники экспедиции в последующие дни сделали лишь несколько записей. Блокнот с последними записями был найден в левом нагрудном кармане пальто на теле Андре. Хотя пять страниц были сильно повреждены и в основном неразборчивы, по крайней мере, были признаки того, что строительство нового жилья планировалось на 6 или 7 октября, но не могло быть осуществлено из-за плохих погодных условий. Записи Френкеля в дневнике погоды и записи Стриндберга также закончились незадолго до этого или вскоре после этого. Таким образом, можно предположить, что все трое скончались через несколько дней после прибытия на остров. Приближающийся конец подробно не описал ни один из мужчин.

## Обнаружение останков

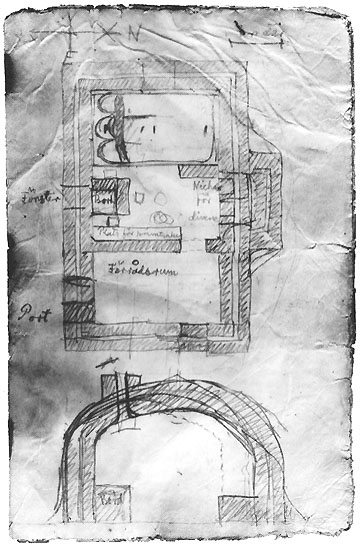
Составленный Стриндбергом план зимнего дома на плавучей льдине, который использовался в течение нескольких дней, прежде чем лед треснул. Сверху вниз показаны спальня с тройным спальником, комната со столом и кладовая

В течение следующих 33 лет судьба экспедиции была покрыта тайной, и история её исчезновения стала чем-то вроде фольклора в Швеции и, до некоторой степени, в других странах. Её активно разыскивали ещё несколько лет, газеты по всему миру часто публиковали догадки о её возможных результатах. Обширный архив американских газетных репортажей в течение первых нескольких лет, 1896—1899 годов, озаглавленный «Тайна Andree», показывает, что СМИ куда активнее интересовались экспедицией после того, как она исчезла, нежели до этого. Было предложено множество вариантов её исхода, вдохновлённых находками, сообщениями об обнаружении того, что могло бы быть корзиной или шелком от воздушного шара, историями о людях, упавших с неба, или видениями экстрасенсов, которые, как правило, определяли местонахождение упавшего воздушного шара далеко от Danskøya и Шпицбергена. Линдстрём указывает, что некоторые из международных и национальных докладов имеют характерные особенности городских легенд и отражают преобладавшее тогда неуважение к аборигенным народам Арктики, которые часто изображались в газетах как невежественные дикари, либо убившие троих воздухоплавателей, либо безразлично отнесшиеся к их тяжёлому положению. Эти предположения были опровергнуты в 1930 году, когда экипажами двух судов, «Братвогом» (Bratvaag) и Isbjørn, была обнаружена последняя стоянка экспедиции на острове Белый.
Норвежская экспедиция, изучавшая ледники и море вокруг архипелага Шпицбергена на тюленебойном судне «Братвог» из Олесунна, нашла останки экспедиции Андре 5 августа 1930 года. Остров Белый был обычно недоступен для тюленебойных или китобойных судов того времени, поскольку это место, как правило, окружено широким поясом толстого полярного льда и часто скрыто ледяными туманами. Однако лето в 1930 году было особенно тёплым, и окружающее море было фактически свободно от льда.

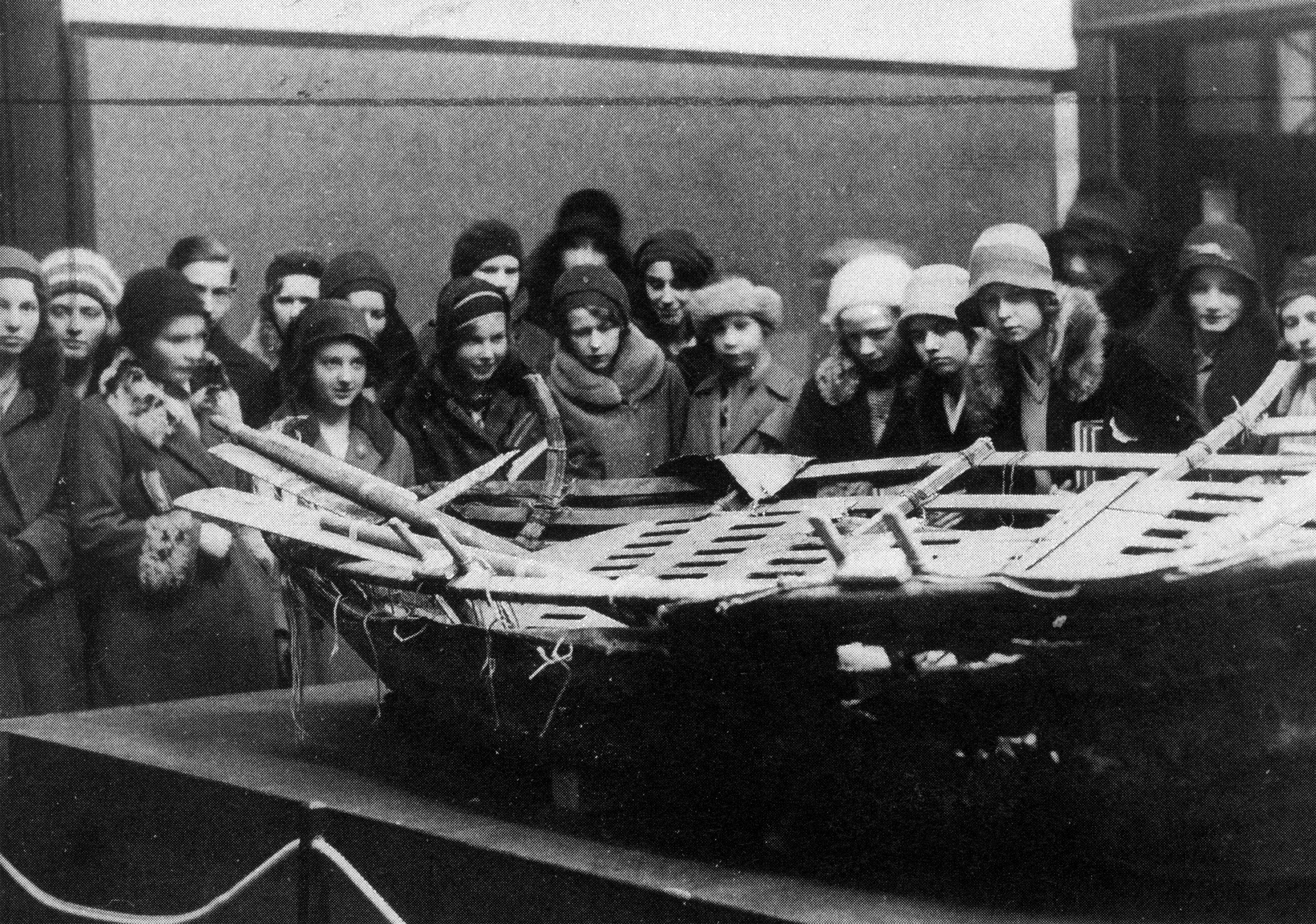
Дети на выставке находок с острова Белый в 1930 году в музее Liljevalchs konsthall, Стокгольм

Поскольку Белый, как было известно, был богат моржами, а туманы вокруг острова в тот день были сравнительно редкими, часть команды «Братвога» воспользовалась этой редкой возможностью и высадилась в том месте, которое они называли «недоступным островом». В поисках воды два охотника на тюленей, Олаф Зален и Карл Татствик, обнаружили лодку Андре около небольшого ручья. Она лежала под сугробом снега и была полна вещей, включая багор с выгравированными словами «Полярная Экспедиция Андре, 1896». Получив этот багор, капитан «Братвога», Педер Элиэссен, приказал команде искать место захоронения участников экспедиции. Помимо прочего, они обнаружили журнал и два скелета, идентифицированные по монограммам на одежде как Андре и Стриндберг.
Bratvaag покинул остров, чтобы продолжить запланированную охоту и наблюдения с намерением вернуться позже, когда лед растает сильнее и освободит больше объектов. Дальнейшие открытия были сделаны кораблём Isbjørn из Тромсё, Норвегия, тюленебойным шлюпом, который зафрахтовали репортёры для встречи с «Братвогом». Им это не удалось, тогда репортёры и команда Isbjørn направились к Белому, высадились на остров 5 сентября в хорошую погоду и обнаружили даже меньше льда, чем люди с «Братвога». После фотографирования местности они начали поиски, нашли тело Франкеля и новые артефакты, включая оловянную коробку с фотоплёнкой Стриндберга, его же вахтенный журнал и карты. Экипажи обоих судов передали свои находки научной комиссии от шведского и норвежского правительств в Тромсё, 2 и 16 сентября соответственно. Останки трёх исследователей отправили в Стокгольм, куда они прибыли 5 октября.

## Исследование и гипотезы

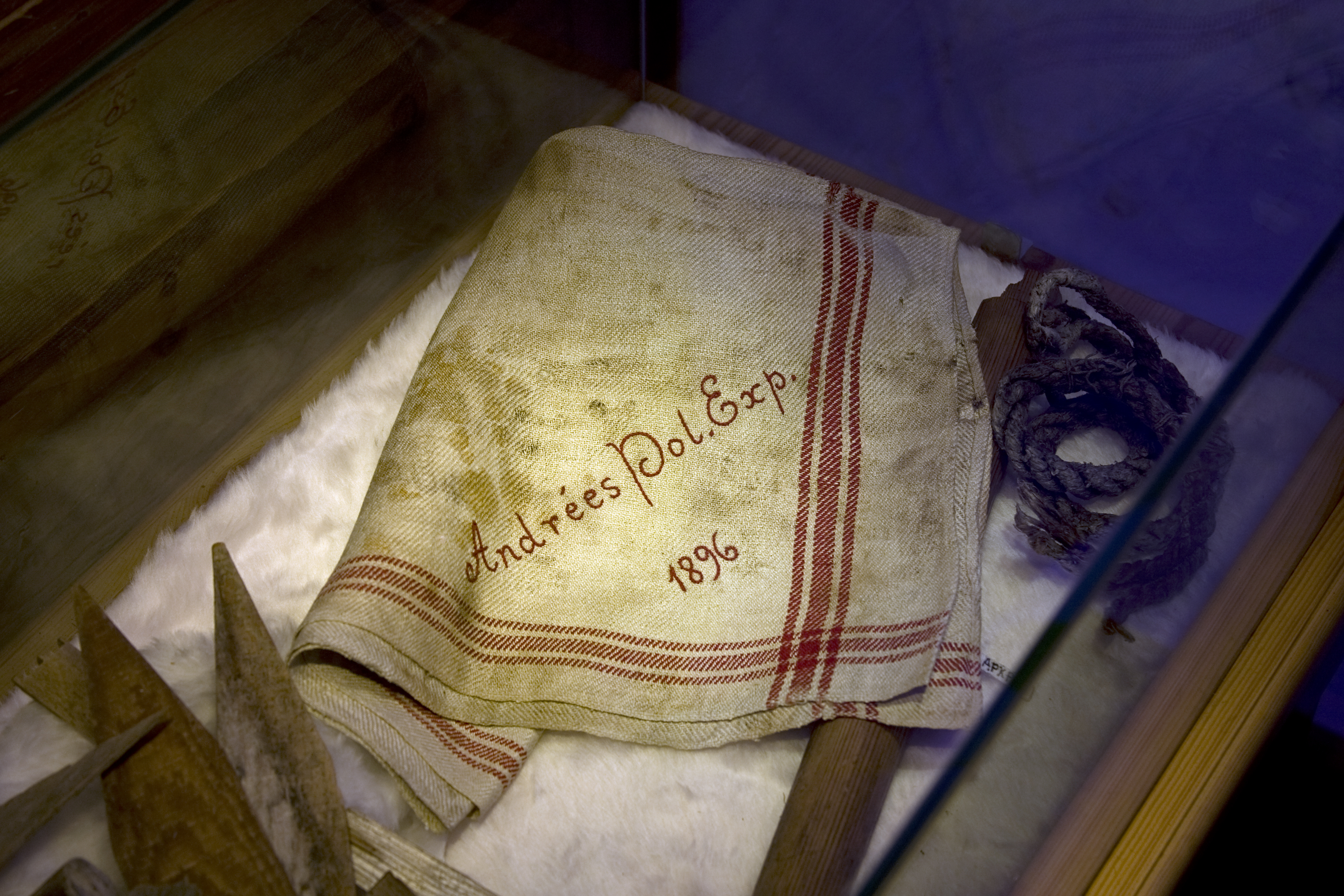
Восстановленное кухонное полотенце в полярном музее Тромсё

Профессиональный полярник, авиаконструктор и путешественник, дважды достигший Северного полюса на дирижабле, — Умберто Нобиле, утверждал, что конструкция Андре позволила бы двигаться заданным курсом только в апреле, когда туманы над Ледовитым морем редки, подъёмная сила шара, прогреваемого незаходящим солнцем, была бы выше. Однако её использование арктическим летом невозможно, ибо тогда «дни без тумана можно буквально пересчитать по пальцам». Если бы Андре решился на неуправляемый полёт на большой высоте, то в июле, согласно мнению Нобиле, он бы продвинулся дальше 83° с. ш. с юго-западными ветрами, дувшими в день отлёта. «Орёл» был совершенным для своего времени аэростатом, потеря подъёмной силы за счёт утечек за пять-шесть дней полёта не превысила бы 500 кг, что компенсировалось сброшенным балластом. Даже если бы команда Андре не долетела до полюса, она бы поставила рекорд дальности в северных широтах и исследовала обширные районы, покрытые паковым льдом. Поскольку ветра в том регионе меняют направление, у Андре был бы шанс вернуться на один из островов Шпицбергена или Земли Франца-Иосифа. У аэронавтов в таком случае оставалась большая часть взятого снаряжения и провианта; избавленные от изнурительного перехода по ледовым полям, Андре, Стиндберг и Френкель смогли бы выжить и вернуться.
После того как останки троих погибших были возвращены в Швецию в 1930 году, их кремировали без экспертизы. Вопрос, что именно убило их, вызывал и интерес, и споры среди учёных. Некоторые врачи и историки-любители читали обширные дневники экспедиции глазами детектива, выискивая подсказки в диете, характерные жалобы на симптомы и наводящие на размышления детали о месте смерти. По многим деталям они достигли общего согласия. Так, известно, что исследователи главным образом, ели в скудных количествах консервы и сухие продукты из запасов с воздушного шара плюс огромное количество недостаточно приготовленного мяса белых медведей и, возможно, тюленей. Они часто страдали от болей в ступнях и диареи, и уставали, мёрзли и промокали. Когда они перешли со льда на остров Белый, они оставили большую часть своего ценного оборудования и имущества вне палатки, причём даже около самого края воды, как будто они были слишком истощены, равнодушны или больны, чтобы нести все это дальше. Стринберг, самый молодой, умер первым и был «похоронен» (втиснут в щель в утёсе) другими. Однако интерпретация этих наблюдений оспаривается.
Самое известное и наиболее широко признаваемое предположение сделано практикующим врачом Эрнстом Триде в книге De döda på Vitön («Мертвецы с Белого») в 1952 году, а именно, что люди погибли от трихинеллёза, которым заболели от потребления недоваренного мяса белого медведя. В останках белого медведя на этом месте были обнаружены личинки Trichinella spiralis. Линдстрём и Сундман оба поддерживают это объяснение, в то время как критики указывают, что диарея, которая является главным симптоматическим доказательством Триде, скорее объясняется общим плохим качеством пищи и физическими страданиями, тогда как некоторые более специфические симптомы трихинеллёза отсутствуют. Кроме того, Фритьоф Нансен и его компаньон Ялмар Йохансен 15 месяцев жили, питаясь в основном мясом белого медведя, в точно той же самой области, но без каких-либо вредных последствий для организма. Среди других теорий — отравление витамином А от потребления печени белого медведя, однако дневник показывает, что Андре знал об этой опасности. Отравление угарным газом — теория, которая нашла несколько сторонников, среди них — исследователь Вильялмур Стефансон. Главное возражение состоит в том, что у их печки-примуса в ёмкости всё ещё был керосин, когда она была найдена. Стефансон утверждает, что они использовали примус, работающий со сбоями, — то, что он испытал в своих собственных экспедициях. Есть и другие предположения: отравление свинцом от канистр, в которых хранилась еда, цинга, ботулизм, самоубийство (у них было много опиума) и нападение белого медведя. Версия, предложенная Чёльстрёмом, объясняет гибель экспедиции комбинацией холода арктической зимы с обезвоживанием, общим истощением, апатией и разочарованием. Чёльстрём утверждает, что Триде никогда не принимал во внимание, какова была их повседневная жизнь, и особенно сокрушительный удар льда, разбивший их перспективное временное жилище и вынудивший исследователей перебраться на ледяной остров. «Потомки удивляются, что они умерли на Белом, окружённые едой», — пишет Чёльстрём. — «Удивительно скорее то, что они нашли силы, чтобы прожить так долго».
В 2010 году теория, что личинки Trichinella spiralis убили экспедицию, была опровергнута исследователем Беа Уусмой-Шифферт из Каролинского института (Швеция). После изучения одежды она заключила, что, по крайней мере, Стринберг был убит белыми медведями. Уусма также показала, что карта лагеря, составленная во время обнаружения и послужившая основанием для предположений о том, что Андре и Френкель погибли вместе в палатке, была неверной. Согласно Уусме, только Френкель умер в палатке, а Андре умер, сидя на выступе чуть выше палатки. Другие доказательства, найденные Уусмой, такие как размещение контейнеров с оружием и морфием, указывают на то, что Френкель умер внутри палатки. В своей оценке причин смерти Френкеля и Андре Уусма не определяет позицию относительно того, могли ли таблетки морфина использоваться в качестве снотворного, который обеспечивает глубокий сон, чтобы можно было легко замерзнуть до смерти или, возможно, в качестве таблетки для самоубийства. Она также не оценивает порядок, в котором погибли двое мужчин. Фактической основы для такой оценки нет.

## Наследие и рецепция

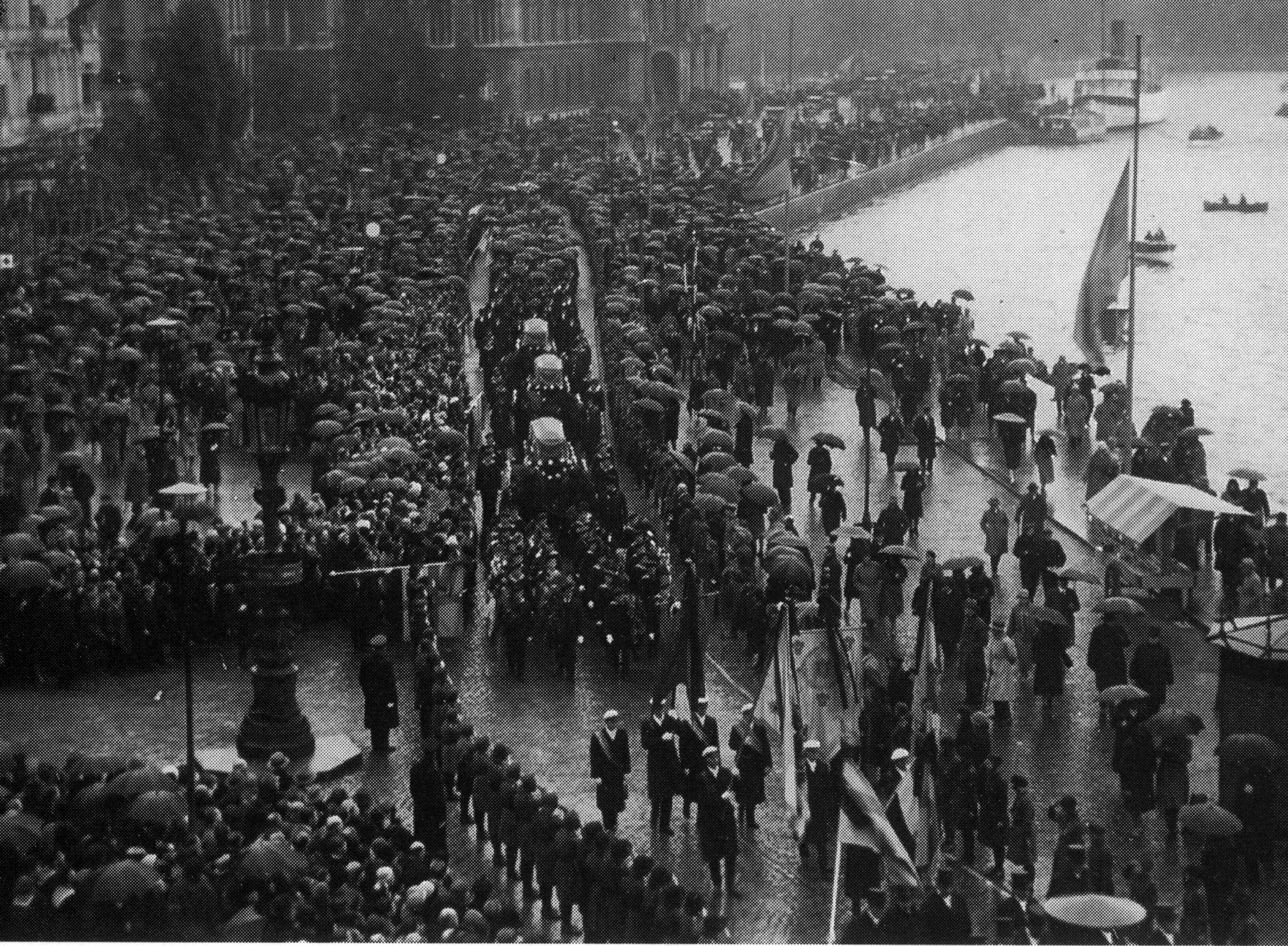
Останки трёх исследователей были пронесены с корабля через центр Стокгольма 5 октября 1930 года, что стало «одним из самых торжественных и грандиозных проявлений национального траура, когда-либо происходивших в Швеции»

В 1897 году смелое или безрассудное предприятие Андре подняло шведскую патриотическую гордость и мечты Швеции о том, чтобы возглавить научную инициативу в Арктике. Обычно в разговоре о нём почтительно использовался титул «Инженера» — «Ingenjör Andrée» — который выражал большое уважение к нему как к идеалу инженера конца XIX столетия, совершенствующего общество через технологический прогресс. Вся страна чествовала троих исследователей, когда они уезжали, и оплакала, когда они исчезли. Когда же их нашли, то стали восхвалять за героизм, проявленный в двухмесячных попытках вернуться к цивилизации, и воспринимали этих людей как самоотверженно погибших во имя идеалов науки и прогресса. Захоронение их бренных останков на родине, в Стокгольме, 5 октября 1930, как пишет шведский историк Шверкер Сорлин, «должно быть, было одним из самых торжественных и грандиозных проявлений национального траура, которое когда-либо происходило в Швеции. Одно из немногих сопоставимых событий — национальный траур, который последовал за трагедией „Эстонии“ в Балтийском море в сентябре 1994 года».
Ближе к современности героические побуждения Андре были подвергнуты сомнению, начиная с популярного полудокументального романа Улофа Сундмана 1967 года «Полёт инженера Андре», где Андре изображается как жертва требований СМИ и шведской научной и политической элиты, в конечном счёте мотивированный страхом, а не храбростью. Позже сундмановская интерпретация вовлечённых личностей, «слепые пятна» шведской национальной культуры, и роль прессы в этих событиях отобразились в номинированном на премию «Оскар» фильме Яна Труэля "Полёт «Орла» (1982), который основан на романе Сундмана.
Оценка роли Нильса Стриндберга, судя по всему, растёт, как благодаря силе духа, с которой нетренированный и неподготовленный студент продолжал фотографировать даже в состоянии, близком к коллапсу от истощения и холода, так и благодаря художественной ценности и качеству сделанных им снимков. Из 240 отснятых кадров, которые были найдены на острове Белый в промокших контейнерах, 93 были спасены Джоном Херцбергом в Королевском Технологическом институте в Стокгольме, где раньше работал сам Стриндберг. В своей статье «Recovering the visual history of the Andrée expedition» (2004) Тайрон Мартинссон сожалеет о том, что предыдущие исследователи в основном традиционно ориентировались на письменные отчёты, то есть дневники, как основные источники информации, и снова предлагает признать историческое значение фотографий.
В 1983 году американский композитор Доминик Ардженто создал цикл песни для баритона и фортепиано, названный «Экспедиция Андре». Этот цикл перекладывает на музыку тексты из дневников и писем. Опера шведского композитора Класа Торстенссона «Expeditionen» (1994-99) основана на истории Андре.
История включена в «Болезнь призрака и двенадцать других историй о детективной работе в области медицины» Майкла Хауэлла и Питера Форда (Penguin, 1986), которая была поставлена для радио Би-би-си 4 Майклом Баттом как "Упавший «Орёл» в рамках серии «Медицинские детективы». Постановку передавали 1 апреля 1998 года, главные роли играли Джон Вудвайн (Кнут Штуббендорф), Клайв Меррисон (Эрнст Триде), Кен Стотт (Саломон Андре), Джек Клэфф (Кнут Френкель) и Скотт Хэнди (Нильс Стриндберг). Постановка была впоследствии поставлена на цифровом канале, Би-би-си 7.
Некоторые из предметов экспедиции, включая лодку из шелка воздушного шара и палатку, демонстрируются в Полярном Центре Andréeexpeditionen музея в Гренне, Швеция.
В 1967 году Пер Улоф Сундман написал роман «Полёт инженера Андрэ». Известная шведская писательница Биргитта Тротциг восприняла его как «…великолепную и насыщенную книгу об иллюзиях и самообмане, в конечном итоге ведущих к смерти — описание, где внешнее, внутреннее, история отдельных личностей и переплетение их действия виртуозно сплавлены вместе». Роман получил Литературную премию Северного совета и был экранизирован Яном Труэлем.
Экспедиции Андрэ посвящено стихотворение Арсения Несмелова «Белый остров».
В 1982 году шведским режиссёром Яном Труэлем была снята приключенческая драма с оригинальным названием «Ingenjör Andrées luftfärd» («Воздушное путешествие инженера Андре»), получившее в англоязычном прокате название «Полёт Орла». Роль Саломона Андре в ней исполнил шведский актёр Макс фон Сюдов.
В 1994 году появилась опера «Экспедиция» шведского композитора Класа Торстенссона.
Шведский музыкант Нордварг (Хенрик Бьёрг) в 2009 году записал альбом «Resignation. 1897» (впоследствии переизданный в 2010 году как «Resignation 2»), посвящённый этой экспедиции. Названием альбома послужила последняя запись в дневнике Нильса Стриндберга 6 октября 1897 года — «отставка».

### Первоисточники
- Андре С. А. Проект полярного путешествия на воздушном шаре S.A. Andree / Пер. со швед. — СПб.: Тип. Имп. Акад. наук, 1895. — 17 с.
- Андре С. А. К северному полюсу на воздушном шаре: Проект С. А. Андре. С ист. очерком и табл. рис. — СПб.: Тип. и лит. С. Л. Кинда, 1896. — 42 с.
- Гибель экспедиции Андре. На «Орле» к полюсу / пер. М. П. и М. А. Дьяконовых с норвеж. изд.; с послесл. проф. Р. Л. Самойловича. — Ленинград ; Москва : Гослитиздат, 1931. — 271, [1] с.

### Биографии, монографии и статьи
- Анохин Г. И. К Северному полюсу на воздушном шаре // Вестник Российской Академии наук. — 2000. — Т. 70, № 5. — С. 446—454.
- Анохин Г. И. Первый полёт к Северному полюсу на воздушном шаре // Вопросы истории. — 2004. — № 3. — С. 147—152.
- Визе В. Ю. История исследования Советской Арктики: Карское и Баренцево моря. — Изд. 3-е. — Архангельск: Севкрайгиз, 1935. — 248 с.
- Дьяконов М. А. Путешествия в полярные страны. — Л.: Изд-во Всесоюзного Арктического ин-та, 1933. — 208 с. — (Полярная библиотека).
- Дьяконов М. А. История экспедиций в полярные страны. — Архангельск: Архангельское обл. изд-во, 1938. — 487 с.
- Нобиле У. Крылья над полюсом : история покорения Арктики воздушным путем / предисл. и коммент. А. А. Чернов. — М. : Мысль, 1984. — 222 с.
- Трёшников А. Ф., Пасецкий В. М. Соломон Андрэ. — М.: Географгиз, 1957. — (Замечательные географы и путешественники).
- Центкевич А., Центкевич Ч. Завоевание Арктики / Пер. с польск. К. А. Радвилловича и Ч. Вольского ; Под ред. Н. Н. Зубова. — М. : Изд-во иностр. лит., 1956. — 387 с.
- Andrée and his balloon : with coloured frontispiece and forty-four full-page illustrations from photographs / by Henri Lachambre and Alexis Machuron. — Westminster : Archibald Constable & Co, 1898. — viii, 305 p. — Translation of: Andrée : au pôle nord en ballon.
- Berton P. The Arctic Grail: the quest for the North West Passage and the North Pole, 1818—1909. — Toronto : McClelland & Stewart[англ.], 1988. — 672 p. — ISBN 0-7710-1266-7.
- Fleming F. Ninety degrees north : the quest for the North Pole. — London : Granta Books, 2001. — xxi, 470 p. — ISBN 1-86207-449-6.
- Hempleman-Adams D. At the Mercy of the Winds / with Robert Uhlig. — London : Bantam Press, 2001. — xiv, 316 p. — ISBN 0-593-04747-8.
  - Хемплеман-Адамс Д. По воле ветра. Два удивительных путешествия к Северному полюсу: героя нашего времени и романтика викторианской эпохи / обращение Ф. Конюхова; пер. с англ. : З. А. Мамедьяров. — М. : Паулсен, 2022. — 296 с. — ISBN 978-5-98797-310-3.
- Maxtone-Graham J. Safe Return Doubtful: The Heroic Age of Polar Exploration. — New York : Barnes & Noble Books, 1999. — xv, 364 p. — ISBN 0-76071-222-0.
- Sollinger Günther. S. A. Andrée and aeronautics : an annot. bibliogr. : Russ. acad. of sciences, Inst. for the history of natural sciences and technology :  [англ.]. — Moscow : Русавиа, 2005. — VIII, 366 p.
- Sollinger Günther. S. A. Andrée : the beginning of Polar aviation, 1895—1897 : Russ. acad. of sciences, Inst. for the history of natural sciences and technology :  [англ.]. — М. : Издательство Российской Академии наук, 2005. — XV, 720 p.
- Wilkinson A. The ice balloon : S. A. Andrée and the heroic age of arctic exploration. — New York : Vintage Books A Division of Random House, Inc., 2013. — 239 p. — ISBN 978-0-307-74186-8.